# Emmi Alanen
Emmi Alanen (Lappajärvi, 30 aprile 1991) è una calciatrice ed ex lottatrice finlandese, centrocampista del Kristianstads DFF e della nazionale finlandese.

## Biografia
Emmi Alanen, cresce in una famiglia di sportivi, il nonno Pekka, peso gallo di lotta libera, ha disputato due olimpiadi, Tokyo 1964 e Città del Messico 1968, disciplina che poi pratica anche il padre e in gioventù, assieme al calcio, Emmi. Inoltre lo zio, Raimo, fu ostacolista, campione finlandese nei 110 e 400 metri, e il cugino Johannes giocatore di hockey su ghiaccio campione mondiale Under-20 con la nazionale finlandese a Finlandia 1998. Come lottatrice Emmi Alanen ha ottenuto buoni risultati in patria, vincendo inoltre due medaglie, un argento e un bronzo, ai campionati europei Junior.

## Carriera

### Club
Alanen inizia la carriera calcistica vestendo a livello giovanile la maglia dell'Evijärven Urheilijat (EU), squadra maschile della vicina Evijärvi, poi quella del KPV di Kokkola, ottenendo nel 2006 un riconoscimento come miglior giovane calciatrice al Palkinto-gaala.
Per la stagione 2007 si trasferisce a Jakobstad per unirsi alla squadra ex campione di Finlandia dell'FC United.
Dopo una sola stagione lascia la società per lo Sport-39 di Vaasa, squadra con la quale debutta in Naisten Liiga, l'allora denominazione del livello di vertice del campionato finlandese femminile di calcio, siglando 2 reti nel campionato 2008. La stagione vede la squadra non in grado di sollevarsi delle posizioni più basse della classifica, concludendo al 12º e ultimo posto e, di conseguenza, retrocedendo in Naisten Ykkönen.
Nel 2009 fa ritorno al club di Jakobstad, giocando per l'United un altro paio di stagioni, maturando complessivamente 25 presenze in Naisten Liiga, siglando 5 reti e condividendo con le compagne campionati media classifica, conclusi rispettivamente al 6º (2009) e 5º posto (2010).
Per la stagione 2011 si trasferisce nella capitale Helsinki, firmando un contratto con l'HJK. Qui fa un campionato di vertice ottenendo la sua migliore prestazione di squadra fino ad allora, il 2º posto in Naisten Liiga 2011 a un solo punto dal PK-35 Vantaa.
L'esperienza però non risulta soddisfacente e dopo una sola stagione decide di far ritorno a Kokkola, non più nel club dove aveva esordito ma nel Kokkola Futis 10, squadra che l'aveva sostituito in Naisten Liiga dal campionato precedente. Con il nuovo club firma un contratto biennale e già al primo campionato con la nuova maglia la prestazione della squadra migliora rispetto alla stagione d'esordio, cogliendo un buon 5º posto e una salvezza mai messa in discussione. Alanen è tuttavia vittima di un grave infortunio già alla 2ª giornata di campionato 2012, problema che la terrà lontana dal campo fino all'inizio della stagione successiva.
Dopo aver giocato con la maglia del Kokkola Futis 10 la prima parte della stagione 2013, siglando 4 reti su 12 incontri di campionato, nella pausa estiva del campionato viene prima invitata a fare un provino concretizzatosi poi in un contratto annuale con le svedesi dell'Umeå IK per quella che la sua prima esperienza estera in carriera. Dopo aver esteso il suo contratto anche per il 2015, Alanen veste la tenuta giallonera della società per due stagioni e mezza, cogliendo come miglior risultato il 5º in Damallsvenskan nel campionato d'esordio, oltre a raggiungere le semifinali di Coppa di Svezia nelle stagioni 2013-2014 e 2014-2015.
Per la stagione 2016 decide di trasferirsi al Vittsjö GIK, firmando inizialmente un contratto annuale, accordo poi successivamente rinnovato nel dicembre 2016 e ulteriormente esteso per la stagione 2018. Tuttavia nell'estate 2018, nel corso dell'incontro del 19 agosto con il Piteå IF, è vittima di un infortunio che la tiene distante dai campi di gioco per tutto il resto della stagione.
Prima della stagione 2019 Alanen viene contattata dal Växjö DFF, con il quale firma un contratto biennale esteso poi nel dicembre 2020 per altre due stagioni.

### Nazionale
Emmi Alanen viene convocata dalla federazione calcistica della Finlandia (Suomen Palloliitto/Finlands Bollförbund - SPL/FBF) fin dal 2006, per indossare in seguito la maglia della formazione Under-17 impegnata alle qualificazioni all'edizione 2008 del campionato europeo di categoria, nel quale debutta l'11 settembre 2007, nell'incontro dove la Finlandia sovrasta le avversarie pari età dell'Estonia under 17 con il risultato di 12-1. Nelle sole competizioni UEFA Alanen scenderà in campo in 6 occasioni siglando anche 2 reti.
Dopo una breve parentesi nella nazionale Under-19, dove vanta 3 presenze, dal 2010 Alanen viene chiamata dall'allora selezionatore della nazionale maggiore Andrée Jeglertz in occasione delle qualificazioni al Mondiale di Germania 2011. Debutta il 19 giugno di quell'anno, nell'incontro vinto dalla sua nazionale per 4-1 sul Portogallo, rilevando al 63' Laura Österberg Kalmari autrice in quell'occasione di una tripletta. In seguito Jeglertz la inserisce in rosa anche per le qualificazioni all'Europeo di Svezia 2013, confermandola tra le 23 calciatrici in partenza per la Svezia dopo aver ottenuto l'accesso alla fase finale.
In quell'occasione Jeglertz la impiega in tutti i tre incontri disputati dalla Finlandia nel torneo, condividendo con le compagne il percorso della sua nazionale che, inserita nel gruppo A, con due pareggi e una sconfitta chiude il girone al quarto e ultimo posto, venendo eliminata già alla fase a gironi.
Successivamente sia Jeglertz, che i suoi successori sulla panchina della nazionale maggiore, Marko Saloranta e Anna Signeul, convocano Alanen con regolarità in Cyprus Cup, dove è inserita in rosa in numerose edizioni da quella 2013 alla 2020, con la Finlandia che conquista il secondo posto, e dove Alanen nell'edizione 2018 vince, con tre reti siglate, la classifica delle capocannoniere del torneo, condividendo la prestazione con l'italiana Cristiana Girelli e la ceca Tereza Kožárová. Inoltre disputa le qualificazioni al Mondiale di Canada 2015, le qualificazioni all'Europeo dei Paesi Bassi 2017 e le qualificazioni al Mondiale di Francia 2019, fallendo a tutti i tre eventi, e alle qualificazioni all'Europeo di Inghilterra 2022, dove la Finlandia ritorna a una competizione UEFA dopo 9 anni.

## Palmarès

### Individuale
- Capocannoniere della Cyprus Cup: 1

2018 (3 reti, a pari merito con Cristiana Girelli e Tereza Kožárová)